# Hányadostest
Az absztrakt algebrában hányadostestnek nevezzük az olyan testet, amelyet egy integritástartomány elemeiből alkotott rendezett párokból képezünk, hasonlóan ahhoz, ahogy a racionális számok testét az egész számok integritási tartományából származtatjuk.

## Motiváció
A racionális számok teste kézenfekvő módon származtatható az egész számok integritási tartományából a következő eljárással:
1. A racionális számokból rendezett párokat formálunk, kikötve, hogy e rendezett párok második eleme nem lehet 0. (Ezek megfelelnek a szokásos törtszámoknak.)
2. Ezután a rendezett párok közül ekvivalensnek nevezzük azokat, amelyek (mint törtszámok) ugyanarra az alakra egyszerűsíthetők. Például a {\displaystyle (6,42)} ekvivalens az {\displaystyle (5,35)}-tel, mert a {\displaystyle {\frac {6}{42}}} és a {\displaystyle {\frac {5}{35}}} egyaránt {\displaystyle {\frac {1}{7}}}-re egyszerűsödik.
3. A keletkező ekvivalenciaosztályokon értelmezzük az összeadást és a szorzást úgy, hogy a műveleteket az ekvivalenciaosztályokat reprezentáló elemeken hajtjuk végre. Például az {\displaystyle (1,2)}-t tartalmazó ekvivalenciaosztály és a {\displaystyle (3,4)}-et tartalmazó ekvivalenciaosztály összege az {\displaystyle (5,4)}-et tartalmazó ekvivalenciaosztály, szorzata pedig a {\displaystyle (3,8)}-at tartalmazó ekvivalenciaosztály. Hasonló példa, amelyben az egyszerűsítés lehetősége is fellép: {\displaystyle (1,6)+(1,3)=(3,6)=(1,2)}, és {\displaystyle (1,6)(1,3)=(1,18)}.
4. Konstatáljuk, hogy ezek a műveletek jól definiáltak, konzisztens kiterjesztései az egész számokon definiált szorzásnak és összeadásnak, és az így keletkezett struktúra test.

A hányadostest konstrukciója ennek az eljárásnak az általánosítása tetszőleges integritási tartományra.

## A hányadostest konstrukciója
Legyen {\displaystyle \mathbb {I} } egy integritási tartomány és jelölje {\displaystyle \mathbb {T} ^{*}} az {\displaystyle \mathbb {I} } elemeiből alkotott {\displaystyle (a,b)} rendezett párok halmazát, ahol kikötjük, hogy {\displaystyle b\neq 0}. {\displaystyle \mathbb {T} ^{*}} elemein definiálunk egy ~ ekvivalenciarelációt: azt mondjuk, hogy {\displaystyle (a,b)\sim (c,d)} akkor és csak akkor, ha {\displaystyle ad=bc} (az {\displaystyle \mathbb {I} }-ben értelmezett szorzással). Az ekvivalenciaosztályok halmazát {\displaystyle \mathbb {T} }-vel, az (a,b)-t tartalmazó ekvivalenciaosztályt {\displaystyle a \over b}-vel jelöljük.
A konstrukció végső lépését az az észrevétel adja, hogy {\displaystyle \mathbb {T} } elemei testet alkotnak az alábbi műveletekkel:
1. Tetszőleges {\displaystyle {a \over b},\,{c \over d}\in \mathbb {T} }-re {\displaystyle {a \over b}*{c \over d}={\frac {ac}{bd}}}. Az így definiált szorzás egységeleme az {\displaystyle a \over a} ekvivalenciaosztály (tetszőleges {\displaystyle a\neq 0} elemre).
2. Tetszőleges {\displaystyle {a \over b},\,{c \over d}\in \mathbb {T} }-re {\displaystyle {a \over b}+{c \over d}={\frac {ad+bc}{bd}}}. Az így definiált összeadás nulleleme a {\displaystyle 0 \over a} ekvivalenciaosztály (tetszőleges {\displaystyle a\neq 0} elemre).
3. Tetszőleges {\displaystyle {a \over b}\in \mathbb {T} } additív inverze {\displaystyle {\frac {-a}{b}}}.
4. Ha {\displaystyle a\neq 0}, {\displaystyle {a \over b}\in \mathbb {T} } multiplikatív inverze {\displaystyle {\frac {b}{a}}}.

Az így konstruált {\displaystyle \mathbb {T} } testet {\displaystyle \mathbb {I} } hányadostestének nevezzük.
Vegyük észre, hogy {\displaystyle \mathbb {I} }-ben nem feltétlenül van egységelem, de ez nem befolyásolja a konstrukciót. Konkrét példaként ha {\displaystyle \mathbb {I} =2\mathbb {Z} }, a páros számok integritástartománya, akkor a keletkező {\displaystyle \mathbb {T} } hányadostest a racionális számok teste, amelyben {\displaystyle {\frac {2}{2}}} az egységelem.

## Tulajdonságai
{\displaystyle \mathbb {T} } tartalmazza {\displaystyle \mathbb {I} } izomorf képét ({\displaystyle a\leftrightarrow {a \over 1}} természetes megfeleltetést ad {\displaystyle a\in \mathbb {I} } és {\displaystyle {a \over 1}\in \mathbb {T} }) között. {\displaystyle \mathbb {T} } a legszűkebb olyan test, amelybe {\displaystyle \mathbb {I} } beágyazható.
{\displaystyle \mathbb {I} } (az izomorfizmus erejéig) egyértelműen meghatározza {\displaystyle \mathbb {T} }-t. Ennek megfordítása általában nem igaz: egy test előállhat több különböző integritási tartomány hányadostesteként is. (Például a racionális számok teste hányadosteste az egész számoknak is és a páros számoknak is.) Speciálisan minden test hányadosteste saját magának (mint integritástartománynak).
{\displaystyle \mathbb {I} } és {\displaystyle \mathbb {T} } karakterisztikája megegyezik. Ha {\displaystyle \mathbb {I} } végtelen, akkor {\displaystyle \mathbb {I} } és {\displaystyle \mathbb {T} } számossága is megegyezik, hiszen {\displaystyle \mathbb {T} } számosságának alsó korlátja {\displaystyle \mathbb {I} } számossága, és felső korlátja az {\displaystyle \mathbb {I} } elemeiből képzett rendezett párok halmazának számossága, amely végtelen halmazok esetén megegyezik {\displaystyle \mathbb {I} } számosságával.

## Példák
- Amint feljebb láttuk, ha {\displaystyle \mathbb {I} =\mathbb {Z} }, akkor {\displaystyle \mathbb {T} =\mathbb {Q} }.
- Egy test feletti polinomgyűrű hányadosteste a racionális törtkifejezések teste.

## Általánosítások
A hányadostest-konstrukció speciális esete a lokalizációnak: ebben a konstrukcióban a nevezőkben az elemeknek csak egy multiplikatívan zárt részhalmazát engedjük meg. A lokalizáció integritási tartományok helyett bármely kommutatív gyűrűre értelmezhető. Ha az imént említett részhalmaz a gyűrű összes nemzéróosztójából áll, akkor teljes hányadosgyűrűről beszélünk. Speciálisan egy integritási tartomány teljes hányadosgyűrűje a hányadostest.